# Diego Rossi
Diego Martín Rossi Marachlian (* 5. März 1998 in Montevideo) ist ein uruguayischer Fußballspieler. Er gehört als Premieren-Torschütze zu den historischen Fußballspielern der US-amerikanischen Fußballfranchise vom Los Angeles FC und war ein mehrfach ausgezeichneter Fußballspieler der Major League Soccer. Er spielt seit September 2021 für den türkischen Süper-Ligisten Fenerbahçe Istanbul.

## Leben
Rossi kam 1998 in der uruguayischen Hauptstadt Montevideo zur Welt. Mit fünf Jahren begann er mit dem Fußballspielen auf der El-Queso-Schule in der Stadt Solymar.

## Karriere
Der 1,70 Meter große Offensivakteur agiert primär im Sturm, wo er als Flügel- und Mittelstürmer spielen kann.

### Vereine

#### Anfänge in Uruguay
Rossi wurde beim Centro Deportivo Uruguay Solymar de Baby Fútbol vom uruguayischen Profi-Erstligisten Peñarol Montevideo entdeckt und gehörte seit seinem zwölften Lebensalter der Peñarol-Nachwuchsabteilung an. Bei den Montevideanern führte er als offensiver Leistungsträger mit seinen erzielten Toren verschiedene Altersklassen zu uruguayischen Juniorenmeisterschaften. 2016 erhielt er bei Peñarol seinen ersten Profivertrag und wurde am 20. April 2016 beim 4:3-Sieg gegen den peruanischen Klub Sporting Cristal im Rahmen der Copa Libertadores erstmals in einem Pflichtspiel der Profimannschaft eingesetzt und stand in der Startelf. Am 24. April 2016 debütierte er in der uruguayischen Primera División am 9. Spieltag der Clausura 2015/16 beim 3:1-Auswärtssieg gegen den Club Atlético Rentistas, als er von Trainer Jorge da Silva in der 62. Spielminute für Diego Forlán eingewechselt wurde und gab währenddessen mit 18 Jahren auch sein Tordebüt.
Er bestritt in der Spielzeit 2015/16 sechs Erstligapartien und erzielte ein Tor. Im Anschluss qualifizierte er sich mit seiner Mannschaft als Apertura-Gewinner 2015/16 und als Gesamtsaisonführender für die Meisterschafts-Playoffs. Im Playoff-Spiel gegen den Clausura-Gewinner Plaza Colonia egalisierte Rossi als Jokerspieler zum 1:1, womit er seine Mannschaft fußballerisch in die Verlängerung rettete. Später entschieden sie das Playoff-Spiel für sich und gewannen damit vorzeitig die Meisterschaft 2015/16. Während der Saison 2016 kam er sechsmal mit einem erzielten Tor in der Liga und jeweils einmal in der Copa Libertadores und Copa Sudamericana zum Einsatz. In seiner letzten Saison für den Peñarol entwickelte sich Rossi in der Spielzeit 2017 zum Stammspieler und trug mit seinen Toren zum Gewinn der Clausura und der Gesamtsaisonführung 2017 mit. Im Anschluss gewann er mit seiner Mannschaft im Dezember 2017 in den Meisterschafts-Playoffs 2017 erneut vorzeitig die uruguayische Gesamtmeisterschaft.

#### Wechsel ins Ausland
Nach der gewonnenen uruguayischen Meisterschaft wechselte Rossi im Dezember 2017 zur Saison 2018 in die Major League Soccer (MLS) zum Los Angeles FC. Er erzielte im März 2018 das 1:0-Siegtor bzw. das erste Franchisetor des Los Angeles FC in der MLS und führte damit auch zum ersten MLS-Franchisespielsieg. Dieses Premierentor wurde nebenbei zum Goal of the Week (deutsch Tor der Woche) der ersten Spielwoche der MLS-Saison 2018 gewählt. Im Lamar Hunt U.S. Open Cup 2018 trug er mit fünf Toren in vier Pokalspieleinsätzen mit, das Halbfinale zu erreichen und verpasste das Pokalfinale mit seiner Mannschaft im Elfmeterschießen.
In der Saison 2019 wurde Rossi erstmals in das MLS All-Star Game berufen und gehörte am Saisonende der Regular Season zu den Top-5-Torschützen der Ligasaison. In der Folgesaison (2020) wurde er mit seinen erzielten Toren im MLS-is-Back-Turnier und auch in der Regular Season jeweils Torschützenkönig, damit wurde Rossi mit 22 Jahren zum jüngsten Torschützenkönig der MLS-Historie. Darüber hinaus gewann er für seine fußballerischen Leistungen weitere individuelle Auszeichnungen der MLS. Im Nordsommer 2021 wurde er wieder in das MLS All-Star Game berufen und gewann mit seiner Mannschaft das Spiel gegen eine Liga-MX-Allstar-Auswahl.

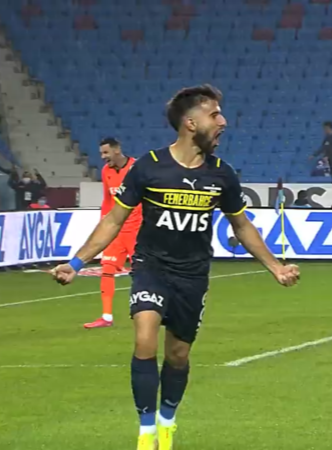
Rossi feiert sein Tor im Fenerbahçe-Dress (2021)

Nach dem MLS All-Star Game 2021 wechselte Rossi Anfang September auf Leihbasis mit einer Kaufoption zum türkischen Erstligisten Fenerbahçe Istanbul. In der Süper-Lig-Spielzeit 2021/22 gehörte Rossi zu den erfolgreichsten Torvorlagengebern der Mannschaft und die Fenerbahçe-Vereinsführung entschied Mitte April 2022 ihn für eine Ablösesumme in Höhe von 5,5 Millionen Euro fest zu verpflichten. Er erhielt einen Dreijahresvertrag mit einer Laufzeit bis Ende Mai 2025.

### Nationalmannschaft
Rossi absolvierte unter Trainer Alejandro Garay am 6. Januar 2013 beim 0:0-Unentschieden gegen Colón de Santa Fe im Rahmen der Mundialito Tahuichi Aguilera sein erstes Länderspiel in der uruguayischen U-15-Auswahl und nahm an der U-15-Südamerikameisterschaft 2013 in Bolivien teil. Insgesamt stehen in dieser Alterskategorie 24 Länderspiele und zwölf Tore für ihn zu Buche. Trainer Santiago Ostolaza setzte ihn am 13. Mai 2014 beim 3:0-Auswärtssieg gegen Paraguay erstmals in der U-17-Nationalmannschaft ein. Bis zu seiner Teilnahme bei der Kontinentalmeisterschaft bestritt er 14 Länderspiele und schoss fünf Tore. Er war Mitglied des Aufgebot Uruguays bei der U-17-Südamerikameisterschaft 2015 und wurde im Turnierverlauf neunmal (drei Tore) eingesetzt. Mindestens seit 2015 spielte er für die U-20-Auswahl Uruguays. Im Südsommer 2016/17 gewann Rossi mit der U20-Auswahl in Ecuador die U20-Südamerikameisterschaft.
Er nahm mit der uruguayischen Olympia-Fußballauswahl am südamerikanischen Qualifikationsturnier zu den olympischen Sommerspielen 2020 teil und verpasste mit seiner Mannschaft im Februar 2020 in der Finalrunde als Gruppendritter knapp die Qualifikation. Im weiteren Verlauf des Jahres wurde Rossi im September für Weltmeisterschaftsqualifikationsspiele im Oktober 2020 erstmals in die uruguayische A-Nationalmannschaft nominiert, als Nachrücker für den verletzten Spieler Cristhian Stuani. Er wurde im November 2020 und im Südsommer 2021/22 weitere Male nominiert, wo er auch nicht zu seinem A-Länderspieldebüt kam. Am letzten Spieltag der südamerikanischen Weltmeisterschaftsqualifikation 2020/22 kam Rossi mit 24 Jahren im März 2022 zu seinem A-Länderspieldebüt. In der Folgezeit kam er zwischen Juni und September 2022 zu weiteren A-Länderspieleinsätzen in Test-Länderspielen und zu seinem A-Länderspieltordebüt.
Im Oktober 2022 wurde Rossi in den vorläufigen 55-Mann-Kader für die im November beginnende Weltmeisterschaft 2022 berufen, aber im späteren Verlauf wurde er für das endgültige 26-Mann-Turnieraufgebot nicht berücksichtigt. Laut der türkischen Sportzeitung Fanatik war die Nicht-Nominierung von Rossi für das Endturnier eine Überraschung und löste Kritik aus. Dafür wurden die Flügelstürmer Agustín Canobbio und Facundo Torres bevorzugt, der eine war formschwach und der andere bestritt 2022 kein einziges A-Länderspiel.

## Erfolge
- Peñarol Montevideo
  - Juniorenmannschaften
    - Uruguayischer U15-Juniorengesamtmeister: 2012/13
    - Uruguayischer U16-Juniorengesamtmeister: 2013/14
    - Uruguayischer U17-Juniorengesamtmeister: 2014/15[5]

  - Profimannschaft
    - Uruguayischer Meister: 2015/16, 2017

- Los Angeles FC
  - MLS Supporters’ Shield: Sieger 2019
  - CONCACAF Champions League: Finalist 2020

- MLS-All-Stars
  - Gewinn des MLS All-Star Game: 2021

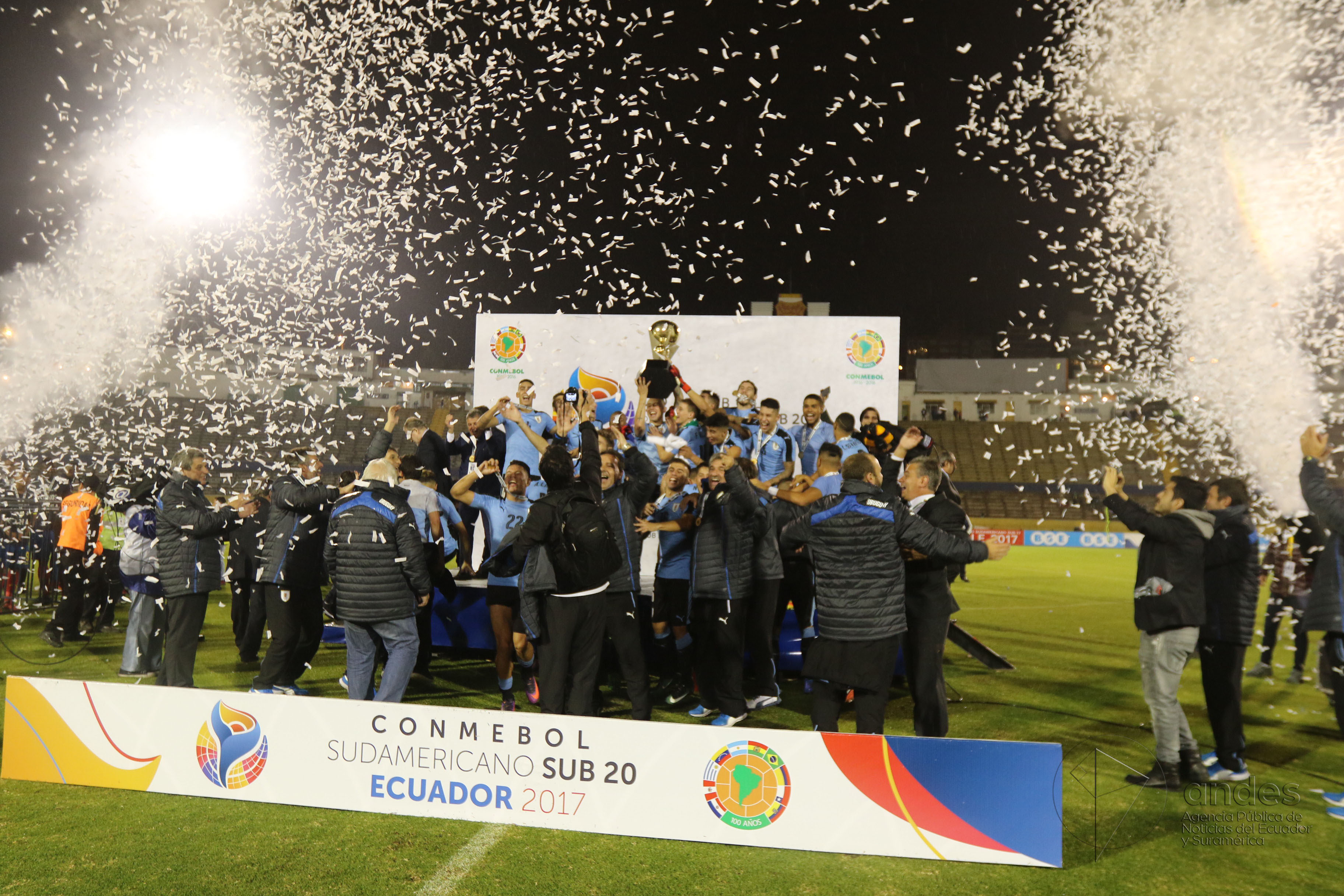
Sieg der U20-Südamerikameisterschaft in Ecuador (2017)

- Uruguayische U20-Nationalmannschaft
  - U20-Südamerikameisterschaft: Sieger 2017[4]

## Auszeichnungen
- CONCACAF Champions League
  - Ausgezeichnet in das Team des Turniers: 2020[26]

- Major League Soccer (MLS)
  - ESPY-Awards
    - Bester MLS-Spieler (offiziell englisch Best MLS Player): 2021[27]

  - All-Star-Game
    - Wahl: 2019, 2021[14]

  - Regular Season
    - Torschützenkönig (offiziell englisch MLS Golden Boot): 2020
    - Ausgezeichnet in die beste Elf (offiziell englisch MLS Best XI): 2020
    - Bester Nachwuchsspieler des Jahres (offiziell englisch MLS Young Player of the Year): 2020[2]

  - MLS-is-Back-Turnier
    - Torschützenkönig: 2020
    - Berufung in die beste Elf: 2020
    - Bester Nachwuchsspieler: 2020[2]

  - Ausgezeichnet in das MLS-Team der Woche (offiziell englisch MLS Team Of The Week)
    - 2. und 34. Spielwoche der Saison 2018
    - 4., 6. und 27. Spielwoche der Saison 2019
    - 9., 15. und 21. Spielwoche der Saison 2020[2]

  - Ausgezeichnet zum MLS-Spieler der Woche (offiziell englisch MLS Player Of The Week)
    - 2. Spielwoche der Saison 2018
    - 9. Spielwoche der Saison 2020[2]

  - MLS-Tor der Woche (offiziell englisch MLS Goal of the Week)
    - 1. Spielwoche der Saison 2018[12]

- Süper Lig
  - Tor der Woche (beIN Sports): 29. Spielwoche der Saison 2021/22, 11. Spielwoche der Saison 2022/23[28]

- Torschützenkönig der uruguayischen Juniorenmeisterschaften
  - U14-Juniorenmeisterschaft: 2011/12 mit 42 Toren
  - U15-Juniorenmeisterschaft: 2012/13 mit 25 Toren
  - U16-Juniorenmeisterschaft: 2013/14 mit 25 Toren
  - U17-Juniorenmeisterschaft: 2014/15 mit 22 Toren[5]